# PlayStation Vitaのゲームタイトル一覧 (2011年-2012年)
本項では、PlayStation Vita用ソフトのうち、初出年が2011年から2012年までの作品について解説する。

## 発売ソフトの形態・変遷
| 順位 | 作品名（2011年）                      |
| ---- | ------------------------------------- |
| 1位  | みんなのGOLF 6                        |
| 2位  | アンチャーテッド 地図なき冒険の始まり |
| 3位  | 真・三國無双 NEXT                     |
| 4位  | ロード オブ アポカリプス              |
| 5位  | 魔界戦記ディスガイア3 Return          |

PlayStation Vitaは2011年12月17日に日本で発売された。ローンチタイトル（本体同時発売タイトル）は24本あり、『みんなのGOLF 6』といった人気シリーズ作品のほか、位置情報を採用した『モンスターレーダー』といった作品もあったほか、『ULTIMATE MARVEL VS. CAPCOM 3』といった据置機からの移植作もあった。
発売直後は好調だったものの、やがて旧世代機であるPlayStation Portable（以下：PSP）との競合が指摘されるようになった。2012年3月までの累計販売台数はPSPの時よりも低い61.9万台だった。
エンターブレインが本体発売前の2011年夏に行った調査では、認知度や購入意向が極めて高かったという結果が出ている。『ファミ通ゲーム白書』副編集長の藤池隆司は調査時点ではローンタイトルのラインナップがある程度見えていたため、購入意向が高いユーザーにとってはPSPにおける『モンスターハンター ポータブル』並みの大型タイトルがローンチタイトルに含まれないことはある程度織り込み済みであるはずなので、ローンチタイトルの貧弱さが決定打になった可能性は低いとみている。
藤池はPlayStation VitaのスタートがPSPを下回った理由として「ローンチタイトルのラインナップはPSPと似ているが、その時よりもこれらのシリーズの人気が落ちたこと」、「3G通信や背面タッチパッドといったVitaの独自技術を活かした作品の不在」、ライバルであるニンテンドー3DSの値下げ、ならびにPSPの人気をけん引してきたモンスターハンターシリーズがそのニンテンドー3DSに進出したこと、そして消費者の心理が変化したことなどを挙げている。
一方、メディアクリエイトによる「ゲーム産業白書2012」では、PSVita極初期の2011年12月17日〜12月31日のソフトの売り上げはPSPから10％～20％のマイナスになったとしつつも、ダウンロード配信やPSPとの後方互換を加味すると、ほぼPSP並みの水準ではないかと分析している。
2012年は『ペルソナ4 ザ・ゴールデン』や、『初音ミク -Project DIVA- f』といった人気作の登場によって一時的に売り上げが伸びたものの、すぐに元の低水準に戻ってしまう状態が続き、本体の年間販売本数も67.4万台と今一つだった。また、メディアからは「（好調だと言われても）ページビュー等からダウンロード販売の盛り上がりが見えてこない」「地方での試遊機会が少ない」（いずれも4Gamer.net・Kazuhisa）「タイトルが少ないと感じている人が多い一方、クリエイターに作っていないのかと尋ねるとそうではないと返ってくる」(週刊ファミ通・浜村弘一)といった指摘も寄せられていた。加えて、この時点においてもPSPは子どもたちを中心に人気を集めており、SCE側としては彼らへに、向けた販促を展開しつつもゆくゆくはPlayStation Vitaへの移行を期待していた。一方、「4Gamer.net」の編集長を務めたKazuhisaは、周辺の中高生に聞き取りを行った際「別に今のPSPでも困っていない」という趣旨の回答をされたことを、河野へのインタビューの中であかしている。また、フリーライターの田下広夢は、子どもだけでなく保護者への訴求も必要であり、同じゲーム遊べるのに1万円の価格差があるのは厳しいとみている。
北米においては2012年2月15日に発売され、ファーストパーティであるソニー・コンピュータエンタテインメント製の8作品がローンチタイトルとして発売され、『ASPHALT：INJECTION』といったサードパーティ製の17作品が1週間後の2012年2月22日に発売された。また、2月22日には欧州でも本体が発売され、ファースト・サードあわせて11作品がローンチタイトルとして発売された。とはいえ、これらの地域においてVitaは市場のけん引役になることができなかった。

## 発売されたタイトル（2011年-2012年）
| 発売日         | 発売日         | 発売日         | タイトル                                                                                          | 発売元                                                             | TV | パ | 備考 | 脚注                 |
| 日本           | 北米           | 欧州           | タイトル                                                                                          | 発売元                                                             | TV | パ | 備考 | 脚注                 |
| -------------- | -------------- | -------------- | ------------------------------------------------------------------------------------------------- | ------------------------------------------------------------------ | -- | -- | --- | -------------------- |
| 2011年12月17日 | 2012年2月15日  | 2012年2月22日  | ASPHALT：INJECTION                                                                                | - コナミデジタルエンタテインメント - Ubisoft                       |    | ●  | ローンチタイトル | -                    |
| 2011年12月17日 | 2012年2月15日  | 2012年2月22日  | ULTIMATE MARVEL VS. CAPCOM 3                                                                      | カプコン                                                           | ●  | ●  | ローンチタイトル 同名PlayStation 3/Xbox 360用ソフトの移植版                                                                 | -                    |
| 2011年12月17日 | 2012年2月15日  | 2012年2月22日  | - アンチャーテッド 地図なき冒険の始まり - Uncharted: Golden Abyss                                 | ソニー・コンピュータエンタテインメント                             |    | ●  | ローンチタイトル 『アンチャーテッド エル・ドラドの秘宝』の前日譚                                                            | -                    |
| 2011年12月17日 | 2012年2月15日  | 2012年2月22日  | F1 2011                                                                                           | コードマスターズ                                                   | ●  | ●  | アメリカ以外の地域においてはローンチタイトルとして発売された                                                                | -                    |
| 2011年12月17日 | 2012年2月15日  | 2012年2月22日  | - 忍道2 散華 - Shinobido 2: Revenge of Zen                                                        | - スパイク - Bandai Namco Games                                    |    | ●  | ローンチタイトル | -                    |
| 2011年12月17日 | 2012年2月15日  | 2012年2月22日  | - 真・三國無双 NEXT - Dynasty Warriors Next                                                       | コーエーテクモゲームス                                             |    | ●  | ローンチタイトル 3G通信対応                                                                                                 | -                    |
| 2011年12月17日 | 2012年2月15日  | 2012年2月22日  | - ダーククエスト 〜Alliance〜 - Dungeon Hunter: Alliance                                          | ユービーアイソフト                                                 | ●  | ●  | ローンチタイトル | -                    |
| 2011年12月17日 | 2012年2月15日  | 2012年2月22日  | - パワースマッシュ4 - Virtua Tennis 4: World Tour Edition                                         | セガ                                                               |    | ●  | ローンチタイトル 3G通信対応                                                                                                 | -                    |
| 2011年12月17日 | 2012年2月15日  | 2012年2月22日  | マイケル・ジャクソン ザ・エクスペリエンスHD                                                       | ユービーアイソフト                                                 |    | ●  | ローンチタイトル | -                    |
| 2011年12月17日 | 2012年2月15日  | 2012年2月22日  | - みんなのGOLF 6 - 北米：Hot Shots Golf: World Invitational - 欧州：Everybody's Golf 6            | ソニー・コンピュータエンタテインメント                             |    | ●  | ローンチタイトル 3G通信対応                                                                                                 | [ 15 ] [ 13 ] [ 12 ] |
| 2011年12月17日 | 2012年2月15日  | 2012年2月22日  | - サワリ・マ・ク〜ル! - Little Deviants                                                           | ソニー・コンピュータエンタテインメント                             |    |    | ローンチタイトル ミニゲーム集 AR対応                                                                                        | [ 15 ] [ 13 ] [ 12 ] |
| 2011年12月17日 | 2012年2月15日  | 2012年2月24日  | BLAZBLUE CONTINUUM SHIFT EXTEND                                                                   | - アークシステムワークス - NA: Aksys Games - EU: Pqube             | ●  | ●  | ローンチタイトル | -                    |
| 2011年12月17日 | 2012年2月22日  | 2012年2月22日  | - 塊魂 ノ・ビ〜タ - Touch My Katamari                                                             | バンダイナムコゲームス                                             |    | ●  | ローンチタイトル | -                    |
| 2011年12月17日 | 2012年2月22日  | 2012年2月22日  | - 地獄の軍団 - Army Corps of Hell                                                                 | スクウェア・エニックス                                             |    | ●  | アメリカ以外の国ではローンチタイトルとして発売された                                                                        | [ 18 ] [ 12 ]        |
| 2011年12月17日 | 2012年3月13日  | 2012年2月22日  | リッジレーサー                                                                                    | バンダイナムコゲームス                                             |    | ●  | ローンチタイトル 3G通信対応                                                                                                 | [ 19 ]               |
| 2011年12月17日 | 2012年4月17日  | 2012年4月20日  | - 魔界戦記ディスガイア3 Return - Disgaea 3: Absence of Detention                                  | 日本一ソフトウェア                                                 | ●  | ●  | ローンチタイトル | [ 15 ]               |
| 2011年12月17日 | 2013年6月4日   | 未発売         | - みんなといっしょ - Toro's Friend Network                                                        | ソニー・コンピュータエンタテインメント                             | ●  |    | ローンチタイトル 基本無料だが、一部サービスおよびアイテムは有料 2015年3月配信終了                                           | [ 20 ]               |
| 2011年12月17日 | 未発売         | 未発売         | AR COMBAT DigiQ -ともだち戦車隊-                                                                  | コナミデジタルエンタテインメント                                   |    |    | ローンチタイトル 2001年に発売された小型ラジコン「DigiQ」のARゲーム化。 基本無料。ステージ課金                               | -                    |
| 2011年12月17日 | 未発売         | 未発売         | 真かまいたちの夜 11人目の訪問者                                                                   | チュンソフト                                                       |    | ●  | ローンチタイトル | [ 15 ]               |
| 2011年12月17日 | 未発売         | 未発売         | ドリームクラブZERO ポータブル                                                                     | ディースリー・パブリッシャー                                       |    | ●  | ローンチタイトル | [ 23 ]               |
| 2011年12月17日 | 未発売         | 未発売         | 麻雀格闘倶楽部 新生・全国対戦版                                                                   | コナミデジタルエンタテインメント                                   | ●  | ●  | ローンチタイトル アーケードゲーム『麻雀格闘倶楽部u.v.〜絆の章〜』との連動機能あり。 3G通信対応                              | [ 24 ]               |
| 2011年12月17日 | 未発売         | 未発売         | モンスターレーダー                                                                                | ソニー・コンピュータエンタテインメント                             |    | ●  | ローンチタイトル 位置情報サービス「PetaMap」との連動機能あり。 3G通信対応                                                   | -                    |
| 2011年12月17日 | 未発売         | 未発売         | ロード オブ アポカリプス                                                                          | スクウェア・エニックス                                             | ●  | ●  | ローンチタイトル | [ 15 ]               |
| 2012年1月19日  | 2012年2月15日  | 2012年2月22日  | WipEout 2048                                                                                      | ソニー・コンピュータエンタテインメント                             |    | ●  | アメリカにおいてはローンチタイトルとして発売された                                                                          | [ 26 ] [ 12 ]        |
| 2012年1月19日  | 2012年2月15日  | 2012年2月22日  | - STAR STRIKE DELTA - Super Stardust Delta                                                        | ソニー・コンピュータエンタテインメント                             |    |    | | [ 27 ]               |
| 2012年1月26日  | 未発売         | 未発売         | テイルズ オブ イノセンス R                                                                        | バンダイナムコゲームス                                             | ●  | ●  | | [ 28 ]               |
| 2012年2月1日   | 2013年8月13日  | 2012年2月22日  | - アサルトアーミーズ - A-Men                                                                      | - KEMCO - Bloober Team                                             |    |    | 3G通信対応 欧州ではローンチタイトルとして配信された                                                                         | -                    |
| 2012年2月2日   | 2012年10月30日 | 2013年2月20日  | ラグナロク オデッセイ                                                                             | - ガンホー・オンライン・エンターテイメント - Xseed Games           | ●  | ●  | | [ 32 ]               |
| 2012年2月8日   | 2013年3月12日  | 未発売         | - ニコリのパズルV 数独 - Puzzle by Nikoli V Sudoku                                                | ハムスター                                                         | ●  |    | | [ 33 ] [ 34 ]        |
| 2012年2月9日   | 2012年3月20日  | 2013年1月16日  | - 墨鬼 SUMIONI - Sumioni: Demon Arts                                                              | - アクワイア - Xseed Games                                         |    | ●  | | [ 32 ] [ 35 ]        |
| 2012年2月9日   | 2012年6月12日  | 2012年6月13日  | - GRAVITY DAZE/重力的眩暈: 上層への帰還において彼女の内宇宙に生じた摂動 - Gravity Rush            | ソニー・コンピュータエンタテインメント                             |    | ●  | | [ 32 ]               |
| 2012年2月16日  | 2012年10月23日 | 2012年11月16日 | - 極限脱出ADV 善人シボウデス - Zero Escape: Virtue's Last Reward                                  | - チュンソフト - NA: Aksys Games - EU: Rising Star Games           |    | ●  | | [ 36 ]               |
| 2012年2月23日  | 2012年2月22日  | 2012年2月22日  | NINJA GAIDEN Σ PLUS                                                                               | コーエーテクモゲームス                                             | ●  | ●  | | [ 37 ]               |
| 2012年2月23日  | 2012年3月13日  | 2012年2月22日  | リアリティーファイター                                                                            | ソニー・コンピュータエンタテインメント                             |    | ●  | AR（拡張現実）を用いた格闘ゲーム 欧州ではローンチタイトルとして発売された                                                   | [ 38 ] [ 13 ]        |
| 2012年3月1日   | 2012年2月15日  | 2012年2月22日  | Escape Plan                                                                                       | ソニー・コンピュータエンタテインメント                             |    |    | 欧米ではローンチタイトルとして発売された                                                                                    | -                    |
| 2012年3月8日   | 2012年3月6日   | 2012年3月7日   | Unit 13                                                                                           | ソニー・コンピュータエンタテインメント                             |    | ●  | 欧州ではローンチタイトルとして発売された                                                                                    | [ 40 ] [ 13 ]        |
| 2012年3月15日  | 2012年2月15日  | 2012年2月22日  | - FIFA ワールドクラス サッカー - FIFA Football                                                    | エレクトロニック・アーツ                                           |    | ●  | アメリカにおいてはローンチタイトルとして発売された                                                                          | [ 41 ] [ 12 ]        |
| 2012年3月15日  | 未発売         | 未発売         | スロッターマニアV BLACK LAGOON                                                                    | ドラス                                                             |    | ●  | | [ 41 ]               |
| 2012年3月22日  | 未発売         | 未発売         | TOEIC®TEST 実戦特訓                                                                               | メディアファイブ                                                   | ●  | ●  | | [ 41 ]               |
| 2012年3月22日  | 未発売         | 未発売         | リトルバスターズ! Converted Edition                                                               | プロトタイプ                                                       | ●  | ●  | | [ 41 ]               |
| 2012年3月29日  | 未発売         | 未発売         | モーターストームRC                                                                                | ソニー・コンピュータエンタテインメント                             | ●  |    | 欧州ではローンチタイトルとして発売された                                                                                    | [ 42 ] [ 13 ]        |
| 2012年3月29日  | 2012年10月2日  | 2012年9月27日  | - 王と魔王と7人の姫君たち 〜新・王様物語〜 - New Little King's Story                              | コナミデジタルエンタテインメント                                   |    | ●  | Wii用ソフト『王様物語』のリメイク                                                                                           | -                    |
| 2012年3月29日  | 2013年1月29日  | 2013年1月30日  | - Let's Try Bass Fishing FISH ON NEXT - Let's Fish! Hooked On                                     | 角川ゲームス                                                       |    | ●  | 当初はローンチタイトルとして発売される予定だった                                                                            | -                    |
| 2012年3月29日  | 未発売         | 未発売         | プロ野球スピリッツ2012                                                                            | コナミデジタルエンタテインメント                                   | ●  | ●  | | [ 42 ]               |
| 2012年3月29日  | 未発売         | 未発売         | ＠field                                                                                           | ソニックパワード                                                   |    | ●  | 仮想空間を舞台としたゴルフゲーム 当初はローンチタイトルとして発売される予定だった                                           | -                    |
| 2012年4月12日  | 2012年2月15日  | 2012年2月22日  | レイマン オリジン                                                                                 | ユービーアイソフト                                                 | ●  | ●  | ユービーアイソフト25周年記念作品                                                                                            | [ 46 ]               |
| 2012年4月12日  | 未発売         | 未発売         | ニコリの数独V 珠玉の12パズル                                                                      | ハムスター                                                         | ●  | ●  | | [ 47 ]               |
| 2012年4月19日  | 2012年2月15日  | 2012年2月22日  | ルミネス エレクトロニック シンフォニー                                                            | ユービーアイソフト                                                 | ●  | ●  | | [ 48 ] [ 49 ]        |
| 2012年4月19日  | 未発売         | 未発売         | ニコリのパズルV カックロ                                                                          | ハムスター                                                         | ●  |    | | [ 50 ]               |
| 2012年4月19日  | 未発売         | 未発売         | 勇者のきろく                                                                                      | ソニー・コンピュータエンタテインメント                             |    |    | 当初はローンチタイトルとして発売される予定だった                                                                            | -                    |
| 2012年4月26日  | 未発売         | 未発売         | シェルノサージュ〜失われた星へ捧ぐ詩〜                                                            | ガスト                                                             |    | ●  | AGENT PACKあり。3G通信対応                                                                                                  | [ 48 ]               |
| 2012年4月26日  | 未発売         | 未発売         | ネクレボ 英文法徹底特訓                                                                           | メディアファイブ                                                   | ●  | ●  | | [ 48 ]               |
| 2012年5月9日   | 2013年7月30日  | 未発売         | - ニコリのパズルV スリザーリンク - Puzzle by Nikoli V Slitherlink                                 | ハムスター                                                         | ●  |    | AR対応。無料 | [ 51 ] [ 52 ]        |
| 2012年5月24日  | 未発売         | 未発売         | ニコリのパズルV ぬりかべ                                                                          | ハムスター                                                         | ●  |    | AR対応。無料 | [ 53 ]               |
| 2012年5月24日  | 未発売         | 未発売         | サムライ&ドラゴンズ                                                                               | セガ                                                               |    | ●  | アイテム課金。3G通信対応 同年11月29日に『デラックスパッケージ版 龍族降臨』発売 2014年7月30日配信終了                        | [ 54 ]               |
| 2012年5月31日  | 未発売         | 未発売         | ネクレボ 行政書士試験                                                                             | メディアファイブ                                                   | ●  | ●  | 当初は4月24日発売予定だった                                                                                                 | -                    |
| 2012年6月7日   | 未発売         | 未発売         | 機動戦士ガンダムSEED BATTLE DESTINY                                                               | バンダイナムコゲームス                                             | ●  | ●  | | [ 55 ]               |
| 2012年6月7日   | 未発売         | 未発売         | ハローキティといっしょ ブロッククラッシュＶ                                                       | ドラス                                                             |    | ●  | | [ 55 ]               |
| 2012年6月7日   | 未発売         | 未発売         | ニコリのパズルV へやわけ                                                                          | ハムスター                                                         | ●  |    | AR対応。無料 | [ 56 ]               |
| 2012年6月14日  | 2012年10月23日 | 2012年10月26日 | - スーパーモンキーボール 特盛あそビ〜タ! - Super Monkey Ball: Banana Splitz                       | セガ                                                               |    | ●  | 3G通信対応 | [ 57 ]               |
| 2012年6月14日  | 2012年11月20日 | 2013年2月22日  | - ペルソナ4 ザ・ゴールデン - Persona 4 Golden                                                     | アトラス                                                           | ●  | ●  | PlayStation 2用ソフト『ペルソナ2』の強化移植 3G通信対応                                                                     | [ 58 ] [ 59 ]        |
| 2012年6月21日  | 未発売         | 未発売         | ニコリのパズルV 美術館                                                                            | ハムスター                                                         |    |    | | [ 60 ]               |
| 2012年6月28日  | 2012年2月21日  | 2012年2月22日  | CLIFF DIVING                                                                                      | ソニー・コンピュータエンタテインメント                             |    |    | 「ARプレイ」第1弾 | [ 61 ]               |
| 2012年6月28日  | 2012年2月21日  | 2012年2月22日  | Fireworks                                                                                         | ソニー・コンピュータエンタテインメント                             |    |    | 「ARプレイ」第1弾 | [ 61 ]               |
| 2012年6月28日  | 2012年2月22日  | 2012年3月8日   | TABLE PLAY SOCCER                                                                                 | ソニー・コンピュータエンタテインメント                             |    |    | 「ARプレイ」第1弾 | [ 61 ]               |
| 2012年6月28日  | 未発売         | 未発売         | メタルギア ソリッド HD エディション                                                               | コナミデジタルエンタテインメント                                   |    | ●  | | [ 62 ]               |
| 2012年6月28日  | 未発売         | 未発売         | アサルトガンナーズ                                                                                | マーベラスAQL                                                      | ●  |    | | [ 62 ]               |
| 2012年6月28日  | 未発売         | 未発売         | ネクレボ ITパスポート試験                                                                         | メディアファイブ                                                   | ●  | ●  | | [ 62 ]               |
| 2012年6月28日  | 未発売         | 未発売         | ネクレボ 基本情報技術者試験                                                                       | メディアファイブ                                                   | ●  | ●  | | [ 62 ]               |
| 2012年6月28日  | 未発売         | 未発売         | ネクレボ 応用情報技術者試験                                                                       | メディアファイブ                                                   | ●  | ●  | | [ 62 ]               |
| 2012年7月5日   | 2012年10月15日 | 2013年1月30日  | Dokuro                                                                                            | ガンホー・オンライン・エンターテイメント                           |    | ●  | | [ 63 ]               |
| 2012年7月5日   | 未発売         | 未発売         | ニコリのパズルV ましゅ                                                                            | ハムスター                                                         | ●  |    | | [ 64 ]               |
| 2012年7月12日  | 2012年5月29日  | 2012年6月1日   | - RESISTANCE −アメリカ最後の抵抗− - Resistance: Burning Skies                                     | ソニー・コンピュータエンタテインメント                             |    | ●  | | [ 65 ]               |
| 2012年7月12日  | 未発売         | 未発売         | タイムトラベラーズ                                                                                | レベルファイブ                                                     | ●  | ●  | | [ 66 ]               |
| 2012年7月17日  | 2012年8月21日  | 2012年8月21日  | - METAL GEAR SOLID 2 HD EDITION - Metal Gear Solid 2: Sons of Liberty HD Edition                  | コナミデジタルエンタテインメント                                   |    |    | 『メタルギア ソリッド HD エディション』収録作品の個別配信 ゲーム内映像の一部の権利更新作業のため2021年1月18日に一時販売停止 | [ 67 ] [ 68 ]        |
| 2012年7月17日  | 2012年8月21日  | 2012年8月21日  | - METAL GEAR SOLID 3 HD EDITION - Metal Gear Solid 3: Snake Eater HD Edition                      | コナミデジタルエンタテインメント                                   |    |    | 『メタルギア ソリッド HD エディション』収録作品の個別配信 ゲーム内映像の一部の権利更新作業のため2021年1月18日に一時販売停止 | [ 67 ] [ 68 ]        |
| 2012年7月19日  | 未発売         | 未発売         | ニコリのパズルV ひとりにしてくれ                                                                  | ハムスター                                                         | ●  |    | | [ 69 ]               |
| 2012年7月19日  | 未発売         | 未発売         | 実況パワフルプロ野球2012                                                                          | コナミデジタルエンタテインメント                                   |    | ●  | | [ 70 ]               |
| 2012年7月26日  | 未発売         | 未発売         | ネクレボ FP技能検定試験2級                                                                        | メディアファイブ                                                   | ●  | ●  | | [ 71 ]               |
| 2012年7月26日  | 未発売         | 未発売         | ネクレボ FP技能検定試験3級                                                                        | メディアファイブ                                                   | ●  | ●  | | [ 71 ]               |
| 2012年7月31日  | 2012年5月22日  | 2012年5月23日  | Table Top Tanks                                                                                   | ソニー・コンピュータエンタテインメント                             |    |    | AR対応 | [ 72 ]               |
| 2012年8月2日   | 未発売         | 未発売         | 萌え萌え大戦争☆げんだいばーん ++(ぷらすぷらす)                                                    | システムソフト・アルファー                                         | ●  | ●  | プレミアムエディションあり                                                                                                  | [ 73 ]               |
| 2012年8月9日   | 2012年10月23日 | 2013年1月16日  | orgarhythm                                                                                        | アクワイア                                                         |    | ●  | リズムゲームとストラテジーを合わせたゲームで、ネイロが開発した                                                              | [ 74 ]               |
| 2012年8月9日   | 未発売         | 未発売         | 銀星将棋 強天怒闘風雷神                                                                           | シルバースタージャパン                                             | ●  | ●  | | [ 75 ]               |
| 2012年8月9日   | 未発売         | 未発売         | ガーディアンハーツオンライン                                                                      | キューエンタテインメント                                           |    |    | 基本無料。アイテム課金 2014年9月配信終了                                                                                    | [ 73 ]               |
| 2012年8月9日   | 未発売         | 未発売         | ニコリのパズルV 橋をかけろ                                                                        | ハムスター                                                         | ●  |    | | [ 76 ]               |
| 2012年8月23日  | 2012年6月12日  | 2012年6月13日  | - Puls-AR - PulzAR                                                                                | ソニー・コンピュータエンタテインメント                             |    |    | 隕石迎撃をモチーフとしたAR対応ゲーム                                                                                        | [ 77 ]               |
| 2012年8月23日  | 未発売         | 未発売         | ネクレボ 宅建試験                                                                                 | メディアファイブ                                                   | ●  | ●  | | [ 78 ]               |
| 2012年8月23日  | 未発売         | 未発売         | ネクレボ 情報セキュリティスペシャリスト試験 ネットワークスペシャリスト試験                        | メディアファイブ                                                   | ●  | ●  | | [ 78 ]               |
| 2012年8月23日  | 未発売         | 未発売         | 特殊報道部                                                                                        | 日本一ソフトウェア                                                 | ●  | ●  | | [ 78 ]               |
| 2012年8月29日  | 2012年9月4日   | 2012年9月5日   | トレジャーパーク                                                                                  | ソニー・コンピュータエンタテインメント                             |    |    | | [ 79 ]               |
| 2012年8月30日  | 2014年3月4日   | 2014年3月12日  | 初音ミク -Project DIVA- f                                                                         | セガ                                                               |    | ●  | 初音ミク Limited Editionあり                                                                                                | -                    |
| 2012年8月30日  | 未発売         | 未発売         | ニコリのパズルV 四角に切れ                                                                        | ハムスター                                                         | ●  |    | | [ 81 ]               |
| 2012年9月12日  | 未発売         | 未発売         | とってもE麻雀                                                                                     | アークシステムワークス                                             | ●  |    | | [ 82 ]               |
| 2012年9月13日  | 未発売         | 未発売         | ニコリのパズルV ナンバーリンク                                                                    | ハムスター                                                         | ●  |    | 基本無料。有料DLC | [ 83 ]               |
| 2012年9月20日  | 2012年9月25日  | 2012年9月19日  | リトルビッグプラネット PlayStation Vita                                                           | ソニー・コンピュータエンタテインメント                             |    | ●  | | [ 82 ]               |
| 2012年9月20日  | 未発売         | 未発売         | ピコットナイト                                                                                    | ガンホー・オンライン・エンターテイメント                           |    |    | 基本無料。アイテム課金 2013年10月配信終了                                                                                   | [ 82 ]               |
| 2012年9月27日  | 2012年8月7日   | 2012年8月15日  | サウンドシェイプ                                                                                  | ソニー・コンピュータエンタテインメント                             |    |    | | [ 84 ]               |
| 2012年9月27日  | 2012年12月4日  | 未発売         | DJ MAX TECHNIKA TUNE                                                                              | サイバーフロント                                                   |    | ●  | アーケードゲーム『DJ MAX TECHNIKA』を基にしたリズムゲーム                                                                   | [ 85 ]               |
| 2012年9月27日  | 2013年1月8日   | 2013年1月16日  | - 地球防衛軍3 PORTABLE - Earth Defense Force 2017 Portable                                        | ディースリー・パブリッシャー                                       | ●  | ●  | ダブル入隊パックあり | [ 86 ] [ 87 ]        |
| 2012年9月27日  | 2013年11月26日 | 2014年2月21日  | - イース セルセタの樹海 - Ys: Memories of Celceta                                                 | - 日本ファルコム - NA: Xseed Games - EU: NIS America               | ●  | ●  | | [ 86 ] [ 88 ]        |
| 2012年9月27日  | 未発売         | 未発売         | 信長の野望･天道 with パワーアップキット                                                           | コーエーテクモゲームス                                             | ●  | ●  | 3G通信対応 | [ 86 ]               |
| 2012年9月27日  | 未発売         | 未発売         | ネクレボ 社会福祉士試験                                                                           | メディアファイブ                                                   | ●  | ●  | | [ 86 ]               |
| 2012年9月27日  | 未発売         | 未発売         | ニコリのパズルV ヤジリン                                                                          | ハムスター                                                         | ●  |    | | [ 89 ]               |
| 2012年10月18日 | 2012年9月25日  | 2012年9月28日  | - FIFA 13 ワールドクラス サッカー - FIFA 13                                                       | エレクトロニック・アーツ                                           |    | ●  | | [ 90 ]               |
| 2012年10月18日 | 未発売         | 未発売         | 英雄伝説 零の軌跡 Evolution                                                                       | 角川ゲームス                                                       | ●  | ●  | | [ 90 ]               |
| 2012年10月18日 | 未発売         | 未発売         | ダンボール戦機W                                                                                   | レベルファイブ                                                     | ●  | ●  | | [ 91 ]               |
| 2012年10月25日 | 2012年10月23日 | 2012年10月19日 | ストリートファイター X 鉄拳                                                                       | カプコン                                                           |    | ●  | PS3追加キャラクターパック同梱DL版あり                                                                                       | [ 90 ]               |
| 2012年10月25日 | 未発売         | 未発売         | ネクレボ 介護福祉士試験                                                                           | メディアファイブ                                                   | ●  | ●  | | [ 90 ]               |
| 2012年10月25日 | 未発売         | 未発売         | Present for you                                                                                   | だいだい                                                           | ●  |    | PCゲーム『Present for you ～わたしをあ・げ・る～』の移植版                                                                  | [ 92 ]               |
| 2012年11月15日 | 2012年10月30日 | 2012年10月31日 | - アサシン クリード III レディ リバティ - Assassin's Creed III: Liberation                        | ユービーアイソフト                                                 |    | ●  | ダウンロード版は2013年12月17日に配信                                                                                        | [ 93 ] [ 94 ]        |
| 2012年11月15日 | 2012年10月30日 | 2012年11月2日  | ニード・フォー・スピード モスト・ウォンテッド                                                     | エレクトロニック・アーツ                                           |    | ●  | | [ 93 ]               |
| 2012年11月21日 | 未発売         | 未発売         | モンスターレーダープラス                                                                          | ソニーマーケティング                                               |    |    | 基本無料。有料DLC | [ 95 ]               |
| 2012年11月22日 | 2013年10月8日  | 2013年10月9日  | マリシアス リバース                                                                               | アルヴィオン                                                       | ●  |    | PlayStation 3用ソフト『マリシアス』の強化移植                                                                               | [ 96 ]               |
| 2012年11月29日 | 2013年3月19日  | 2013年3月20日  | - トトリのアトリエ Plus 〜アーランドの錬金術士2〜 - Atelier Totori Plus: The Adventurer of Arland | ガスト                                                             | ●  | ●  | プレミアムボックスあり | [ 97 ]               |
| 2012年11月29日 | 2013年7月9日   | 2013年9月11日  | Aabs Animals(アーヴズ・アニマルズ)                                                                | アーヴズ                                                           |    |    | AR対応 | [ 98 ]               |
| 2012年11月29日 | 未発売         | 未発売         | Fate/stay night [Realta Nua]                                                                      | 角川ゲームス                                                       | ●  | ●  | | [ 97 ]               |
| 2012年12月5日  | 未発売         | 未発売         | NAX MUSIC PLAYER                                                                                  | アークシステムワークス                                             |    |    | 基本無料の音楽プレーヤー。有料DLCあり                                                                                       | [ 99 ]               |
| 2012年12月13日 | 2012年10月9日  | 2012年10月11日 | スパイハンター                                                                                    | ワーナー エンターテイメント ジャパン                               |    | ●  | 同名アーケードゲームのリブート                                                                                              | [ 100 ]              |
| 2012年12月13日 | 未発売         | 未発売         | 実況パワフルプロ野球2012決定版                                                                    | コナミデジタルエンタテインメント                                   |    | ●  | アップグレードパックあり | [ 101 ]              |
| 2012年12月20日 | 2012年11月13日 | 2012年11月13日 | コール オブ デューティ ブラックオプス ディクラシファイド                                          | スクウェア・エニックス                                             |    | ●  | | [ 102 ]              |
| 2012年12月20日 | 2013年8月13日  | 2013年8月14日  | - 箱！ -OPEN ME- - Open Me!                                                                       | ソニー・コンピュータエンタテインメント                             |    |    | | [ 103 ] [ 30 ]       |
| 2012年12月20日 | 未発売         | 未発売         | AKB1/149 恋愛総選挙                                                                               | バンダイナムコゲームス                                             |    | ●  | | [ 104 ]              |
| 2012年12月20日 | 未発売         | 未発売         | 天使憑きの少女                                                                                    | だいだい                                                           | ●  |    | PCゲーム「天使憑きの少女 ～ Related with "Present for you" ～」の移植版                                                     | [ 105 ]              |
| 未発売         | 2012年2月15日  | 2012年2月22日  | Hustle Kings                                                                                      | Sony Computer Entertainment                                        |    |    | 欧米ではローンチタイトルとして発売された                                                                                    | [ 13 ] [ 12 ]        |
| 未発売         | 2012年2月15日  | 2012年2月22日  | ModNation Racers: Road Trip                                                                       | Sony Computer Entertainment                                        |    |    | 欧米ではローンチタイトルとして発売された                                                                                    | [ 13 ] [ 106 ]       |
| 未発売         | 2012年2月21日  | 2012年2月22日  | Plants vs. Zombies                                                                                | Electronic Arts                                                    | ●  |    | | [ 107 ]              |
| 未発売         | 2012年2月21日  | 2012年2月22日  | Tales from Space: Mutant Blobs Attack                                                             | DrinkBox Studios                                                   |    |    | 欧州ではローンチタイトルとして発売された                                                                                    | [ 108 ]              |
| 未発売         | 2012年2月22日  | 2012年3月16日  | Ben 10: Galactic Racing                                                                           | D3 Publisher                                                       | ●  |    | | [ 12 ]               |
| 未発売         | 2012年3月6日   | 2012年3月7日   | MLB 12: The Show                                                                                  | Sony Computer Entertainment                                        |    |    | | [ 109 ]              |
| 未発売         | 2012年3月6日   | 2012年3月9日   | Lego Harry Potter: Years 5–7                                                                      | Warner Bros. Interactive Entertainment                             | ●  |    | | [ 110 ]              |
| 未発売         | 2012年3月27日  | 2012年4月25日  | Supremacy MMA: Unrestricted                                                                       | 505 Games                                                          |    |    | | [ 111 ]              |
| 未発売         | 2012年4月10日  | 2012年3月24日  | Treasures of Montezuma: Blitz                                                                     | Alawar Entertainment                                               | ●  |    | | [ 112 ]              |
| 未発売         | 2012年4月10日  | 2012年7月11日  | The Pinball Arcade                                                                                | FarSight Studios                                                   | ●  |    | | [ 113 ]              |
| 未発売         | 2012年4月17日  | 2012年4月12日  | StarDrone Extreme                                                                                 | Beatshapers                                                        |    |    | | [ 114 ]              |
| 未発売         | 2012年5月1日   | 2012年5月4日   | Mortal Kombat                                                                                     | Warner Bros. Interactive Entertainment                             |    |    | | [ 115 ]              |
| 未発売         | 2012年5月29日  | 2012年4月11日  | Pure Chess                                                                                        | Ripstone                                                           | ●  |    | | [ 116 ]              |
| 未発売         | 2012年6月19日  | 2012年6月27日  | Lego Batman 2: DC Super Heroes                                                                    | Warner Bros. Interactive Entertainment                             | ●  |    | | [ 117 ]              |
| 未発売         | 2012年7月24日  | 2012年7月25日  | Foosball 2012                                                                                     | Grip Games                                                         | ●  |    | | [ 118 ]              |
| 未発売         | 2012年7月24日  | 2012年8月1日   | Puddle                                                                                            | Neko Entertainment                                                 | ●  |    | | [ 119 ]              |
| 未発売         | 2012年8月28日  | 2012年8月31日  | Madden NFL 13                                                                                     | EA Sports                                                          | ●  |    | | [ 120 ]              |
| 未発売         | 2012年9月4日   | 2012年9月5日   | Zen Pinball 2                                                                                     | Zen Studios                                                        | ●  |    | | [ 121 ]              |
| 未発売         | 2012年10月9日  | 2013年1月16日  | Retro City Rampage                                                                                | VBlank Entertainment                                               | ●  |    | | [ 122 ]              |
| 未発売         | 2012年10月9日  | 2012年9月12日  | Sunflowers                                                                                        | The Game Atelier                                                   |    |    | | [ 123 ]              |
| 未発売         | 2012年10月9日  | 2012年10月10日 | Doctor Who: The Eternity Clock                                                                    | BBC Worldwide                                                      |    |    | | [ 124 ]              |
| 未発売         | 2012年10月23日 | 2012年2月22日  | Frobisher Says!                                                                                   | Sony Computer Entertainment                                        |    |    | 欧州ではローンチタイトルとして発売された                                                                                    | [ 125 ]              |
| 未発売         | 2012年10月30日 | 2012年11月21日 | Lego The Lord of the Rings                                                                        | Warner Bros. Interactive Entertainment                             | ●  |    | | [ 126 ]              |
| 未発売         | 2012年11月13日 | 未発売         | Colors!                                                                                           | Collecting Smiles                                                  | ●  |    | |                      |
| 未発売         | 2012年11月20日 | 2012年11月21日 | Sine Mora                                                                                         | Digital Reality                                                    |    |    | 日本国内においてはXbox 360版がグラスホッパー・マニファクチュアから配信されている                                            | [ 127 ] [ 128 ]      |
| 未発売         | 2012年12月4日  | 2012年12月12日 | Uncharted: Fight for Fortune                                                                      | Sony Computer Entertainment                                        | ●  |    | 『アンチャーテッド』シリーズを題材としたデジタルカードゲーム                                                                | [ 129 ]              |
| 未発売         | 2012年12月18日 | 2012年12月19日 | Oddworld: Stranger's Wrath HD                                                                     | Oddworld Inhabitants                                               |    |    | | [ 130 ]              |
| 未発売         | 2012年12月11日 | 2012年12月12日 | Big Sky: Infinity                                                                                 | Ripstone                                                           |    |    | | [ 131 ]              |
| 未発売         | 2012年12月18日 | 2012年10月17日 | Burn the Rope                                                                                     | Big Blue Bubble                                                    |    |    | | [ 132 ]              |
| 未発売         | 2012年12月18日 | 2012年12月5日  | Sonic & All-Stars Racing Transformed                                                              | Sega                                                               |    |    | 日本では『ソニック&オールスターレーシング トランスフォームド』という題名でPlayStation 3およびWii U用ソフトとして発売された  | [ 133 ] [ 134 ]      |
| 未発売         | 2012年12月18日 | 2012年12月21日 | Knytt Underground                                                                                 | Ripstone                                                           | ●  | ●  | パッケージ版はアジア向けに2019年12月に発売                                                                                  | [ 135 ]              |
| 未発売         | 2012年12月31日 | 2012年11月21日 | Chronovolt                                                                                        | Playerthree                                                        | ●  |    | | [ 136 ]              |
| 未発売         | 2012年12月31日 | 2012年12月21日 | Jetpack Joyride                                                                                   | Big Ant Studios                                                    | ●  |    | | [ 137 ]              |
| 未発売         | 未発売         | 2012年2月22日  | t@g                                                                                               | Sony Computer Entertainment                                        |    |    | 欧州ではローンチタイトルとして発売された                                                                                    | [ 125 ]              |
| 未発売         | 未発売         | 2012年2月22日  | Top Darts                                                                                         | Sony Computer Entertainment                                        |    |    | 欧州ではローンチタイトルとして発売された                                                                                    | [ 13 ]               |
| 未発売         | 未発売         | 2012年6月27日  | Jonah Lomu Rugby Challenge                                                                        | Tru Blu Entertainment                                              |    |    | | [ 138 ]              |
| 2013年1月31日  | 2012年11月20日 | 2012年11月21日 | プレイステーション オールスター・バトルロイヤル                                                   | ソニー・コンピュータエンタテインメント                             |    | ●  | | [ 139 ]              |
| 2013年1月31日  | 2013年3月26日  | 2012年11月2日  | WRC 3 FIA ワールドラリーチャンピオンシップ                                                        | - サイバーフロント - NA: Bandai Namco Games - EU: Black Bean Games |    | ●  | | [ 139 ]              |
| 2013年2月7日   | 2012年11月7日  | 2012年11月7日  | - バイキングぽいぽい!! - When Vikings Attack                                                      | ソニー・コンピュータエンタテインメント                             | ●  |    | | [ 140 ]              |
| 2013年2月14日  | 2012年10月15日 | 2012年10月26日 | SILENT HILL: BOOK OF MEMORIES                                                                     | コナミデジタルエンタテインメント                                   |    | ●  | | [ 141 ]              |
| 2013年2月20日  | 2012年10月16日 | 2012年11月21日 | ジェットセットラジオ                                                                              | セガ                                                               |    |    | | [ 142 ]              |
| 2013年2月28日  | 2012年10月30日 | 2012年10月31日 | - がんばれ!頭脳ちゃん - Smart As…                                                                 | ソニー・コンピュータエンタテインメント                             |    |    | AR対応 | [ 142 ]              |
| 2013年5月9日   | 2012年9月25日  | 2012年9月26日  | - Table Play Ice Hockey - Table Ice Hockey                                                        | ソニー・コンピュータエンタテインメント                             |    |    | | [ 143 ]              |
| 未発売         | 2013年2月12日  | 2012年9月12日  | Ecolibrium                                                                                        | Sony Computer Entertainment                                        |    |    | | [ 144 ]              |
| 未発売         | 2013年2月26日  | 2012年10月12日 | MUD: FIM Motocross World Championship                                                             | Black Bean Games                                                   | ●  |    | | [ 145 ]              |
| 未発売         | 2013年6月11日  | 2012年12月19日 | Flying Hamster HD                                                                                 | The Game Atelier                                                   |    |    | PlayStation Portable用ソフト『Flying Hamster』の移植版                                                                      | [ 146 ] [ 147 ]      |
| 2014年1月16日  | 2013年1月22日  | 2012年12月19日 | - 電脳からの脱出 escapeVector - escapeVektor                                                      | - アークシステムワークス - Nnooo                                   | ●  |    | | [ 148 ]              |